# با محيسن العنود (الضليعة)
'

تعديل مصدري - تعديل

با محيسن العنود هي إحدى قرى عزلة الضليعة بمديرية الضليعة التابعة لمحافظة حضرموت، بلغ تعداد سكانها 45 نسمة حسب تعداد اليمن لعام 2004.